# La Vengeance de Marie
 (mars 2025).
Si vous disposez d'ouvrages ou d'articles de référence ou si vous connaissez des sites web de qualité traitant du thème abordé ici, merci de compléter l'article en donnant les références utiles à sa vérifiabilité et en les liant à la section « Notes et références ».
La Vengeance de Marie est un roman jeunesse d'Annie Jay publié en 2008.
Ce roman fait suite à Au nom du roi...

## Résumé
En 1671, Marie, la tueuse aux quarante victimes, parvient à s’évader de prison quelques jours avant son exécution. Sa vraie identité est découverte et sa dangerosité parvient au roi, Louis XIV. Elle retrouve sa complice au moment où tout Paris connaît son passé. La nouvelle de son évasion circule et glace le sang de tous les policiers du Châtelet, ainsi que celui de Camille, qui aime passionnément Exupère et le connaît assez pour savoir qu'il voudra à tous prix mettre la meurtrière derrière les barreaux. La dangereuse Marie  n’aura alors de cesse de vouloir se venger d’Exupère, mais ce dernier a derrière lui des appuis et un esprit bien éveillé !